# Amerila pallens
Amerila pallens là một loài bướm đêm thuộc phân họ Arctiinae, họ Erebidae.